# سالم راشد الصوري
سالم راشد الصوري (مواليد فيما بين 1910 و1912 في صور، عمان - وفيات 1979 في صور، عمان) مغني صوت وعازف العود في القرن العشرين عماني. بسبب ارتباطه بفن الصوت فقد لقب بصوت الخليج.

## السيرة
ولد المغني وعازف العود سالم راشد الصوري فيما بين عامي 1910 و1912 ومات في مدينة صور بعمان ولكنه قضى معظم حياته في الهند والبحرين والكويت.
ومع أنه بدأ بغناء الميدان وهو لون من الشعر الغنائي المعروف في منطقة صور فقد كان يصاحب غناءه بمزمار القربة أحادي الوتر إلا أنه اشتهر بأسلوبه المميز في فن الصوت. الصوت هو أحد الألوان الموسيقية التقليدية التي نشأت في المدينة وتغنى به بشكل رئيسي الموسيقيون في البحرين والكويت وكانت له شعبية في جميع أنحاء المنطقة. ساهم الصوري بشكل كبير في تطوره.
كانت صور محل ميلاده أحد أهم موانئ التجارة العربية التي تربط عمان باليمن وشرق أفريقيا وزنجبار والهند وموانئ أخرى عبر سواحل الخليج العربي. ومع أن الموسيقى العمانية لم يكن لها تأثير واضح على أسلوب سالم الموسيقي إلا أن صور لا تزال تعتبر مركز مهم للموسيقى العمانية التقليدية. وكان لذلك بلا شك تأثير على الموسيقي سالم.
في صور اتجه سالم إلى العمل في السفن التجارية مما أتاح له الفرصة لزيارة المدن الساحلية في اليمن والكويت والبحرين والهند وشرق أفريقيا. تعلم في هذه الفترة موسيقى الصوت بينما كان يستمع لتسجيلات المغني عبد اللطيف الكويتي ومن خلال تواصله مع موسيقيين آخرين في المنطقة. ونظرا لأسفاره الكثيرة سرعان ما أصبح معروف باسم «المطرب البحار».
ولأن عائلة سالم لم توافق على اتجاهه للموسيقى فقد هرب من نطاق سلطتهم إلى الهند وأقام هناك في أوائل عقد 1930. حسب رواية ابنه سعيد «فإنه قد ترك صور وهو يمتلك صوت حسن ولكنه لم يكن يعرف كيف يغني». ولكن خلال أسفاره تطورت موسيقاه وفي عدن رأى سالم العود للمرة الأولى في حياته وتعلم العزف عليه.
في بومباي أضاف سالم كلمة «الصوري» إلى اسمه كنكاية عن مجيئه من مدينة صور بعمان. عاش في منطقة الميناء بالمدينة وعمل بداية كمراقب مراجل في سفينة بخارية قبل أن يصبح بعد ذلك وسيط ومترجم حيث كان يساعد التجار العرب في شراء البضائع في بومباي ونقلها إلى سفنهم.
سرعان ما أصبح مشهور كمغني صوت بارع. كان جمهوره بالأساس من المجتمعات التي تتحدث اللغة العربية وكان العديد منهم من عمان واليمن الذين يعيشون في بومباي. كان معظم من تعلم على أيديهم من الموسيقيين من شبه الجزيرة العربية وخاصة من اليمن ولكنه درس أيضا الموسيقى الهندية.
سجل سالم 12 أسطوانة سيلك (78 لفة في الدقيقة) مع شركة إتش إم في في عقد 1930 وبيعت بحوالي 50 روبية هندية للواحدة. حققت الأسطوانات نجاح كبير على المستوى التجاري خاصة بين السكان العرب في بومباي بل وبين الهنود أيضا ويرجع ذلك جزئيا إلى استخدام سالم للغة الأردية في بعض أغانيه.
وفي عام 1943 تزوج سالم بامرأة هندية كانت أمها من مدينة بهاتكال بولاية كارناتاكا بجنوب الهند. وقد أقام بهذه المدينة الساحلية الصغيرة عدد كبير من المسلمين المنتمين لمنطقة نواية وهم في الأغلب أحفاد بحارة عرب تزوجوا من نساء هنديات واستقروا في هذه البلدة الساحلية الصغيرة.
في أواخر أربعينيات القرن العشرين وبسبب الظروف الاقتصادية الصعبة أو كما جاء على لسان ابنه «الظروف غير المواتية للأجانب» بشكل عام في دولة الهند المستقلة حديثا غادر سالم إلى البحرين حيث أصبح فنان مستقل يقبل عليه الجميع. ومع بداية ستينيات القرن العشرين أنشأ شركة إنتاج موسيقية خاصة به باسم سالم فون وأنتج تسجيلات على نطاق واسع في المنطقة مع مطربين أمثال عبد اللطيف الكويتي ومحمود الكويتي.
ولكن نظرا لأن اسطوانات سالم الفونوغرافية لم تكن تلائم سوى الجراموفون فإن ظهور أسطوانات الفينيل (45 لفة في الدقيقة) في بداية الستينيات أثر على عمله إلى حد كبير. بعد تفاقم المشاكل المادية عاد سالم إلى عمان في عام 1971.
هناك وجد عملا مع السلطان قابوس بن سعيد الذي عينه مستشار للشؤون الثقافية. أثناء شغله لهذا المنصب قدم أغاني تمدح السلطان وأسرته وكانت تذاع على نطاق واسع في المحطات التلفزيونية والإذاعية العمانية حديثة التأسيس.
أتمت حياة سالم دورة كاملة وعاد إلى نقطة البداية في عمان. بدأ سالم حياته كرحالة وبحار فأصبحت الموسيقى التي قدمها صورة للتبادل الثقافي الذي استمر لقرون في منطقة المحيط الهندي وشبه الجزيرة العربية وقام ببث نتاج هذا الخليط إلى قطاع عريض من الجمهور في السنوات الأولى لظهور وسائل الإعلام العامة. عند وفاته سنة 1979 كان سالم قد أصبح رمز مهم بالنسبة للشعب العماني بسبب مساهمته في تطوير فن الصوت.